# William Ogilvie

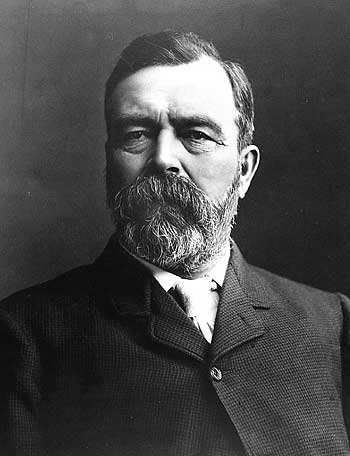
William Ogilvie

William Ogilvie (ur. 7 kwietnia 1846, zm. 13 listopada 1912) – kanadyjski geodeta i administrator.

## Życiorys
Urodził się w Gloucester w Górnej Kanadzie. Pochodził z rodziny szkockich emigrantów. Rodzina Williama spokrewniona była z rodem kanadyjskich przedsiębiorców o tym samym nazwisku (William Watson Ogilvie i Alexander Walker Ogilvie). Wychowywał się w kulturze opartej na pionierskich wzorcach. Cechy pionierskie - odwaga, ciekawość świata, gotowość podejmowania wymagających wyzwań cechowały młodego Williama. Wychowywał się w wielodzietnej rodzinie, mając siedmiu braci i trzy siostry. Od dziecka zainteresowany był sprawami natury. Po skończeniu szkoły został wysłany na naukę do Ottawa College, gdzie studiował matematykę. Jego zainteresowania wybiegały jednak daleko poza tę dziedzinę. Opierając się na samokształceniu opanował takie dziedziny wiedzy jak geografia, geologia, botanika, fizyka i astronomia.
W 1871 zdobył uprawnienia zawodowego geodety OLS – Ontario Land Surveyor. Od razu dał się poznać jako znakomity fachowiec w swej dziedzinie. Jednym z jego pierwszych zadań, z którego wspaniale się wywiązał, były katastralne pomiary, które wytyczyły granice administracyjne miast i hrabstw w Ontario, dokonane w 1872.
W 1876 pracował w Manitobie wyznaczając granice administracyjne. W 1878 wytyczył granice rezerwatu Indian Czarne Stopy w Albercie. W 1884 przystąpił do pomiarów geodezyjnych w Albercie i Saskatchewan. W latach 1885 – 1886 pracował przy wytyczaniu trasy Kolei Transkanadyjskiej. W następnych latach pracował na północnych obszarach Kolumbii Brytyjskiej i w Dystrykcie Yukonu.
Ogilvie był nie tylko znakomitym praktykiem, lecz także stworzył podstawy teoretyczne i procedury kanadyjskiej geodezji katastralnej i topograficznej.
5 lipca 1898 został mianowany komisarzem terytorium Yukonu. Ogilvie złożył urząd ze względu na zły stan zdrowia. Swoje doświadczenia opisał w książce Early Days on the Yukon, wydanej w rok po jego śmierci w Londynie.